# Platja d'en Bossa
Platja d'en Bossa (en espagnol : Playa d'en Bossa) est une plage de l'île d'Ibiza, en Espagne.
La plage fait partie de la municipalité de Sant Josep de sa Talaia.

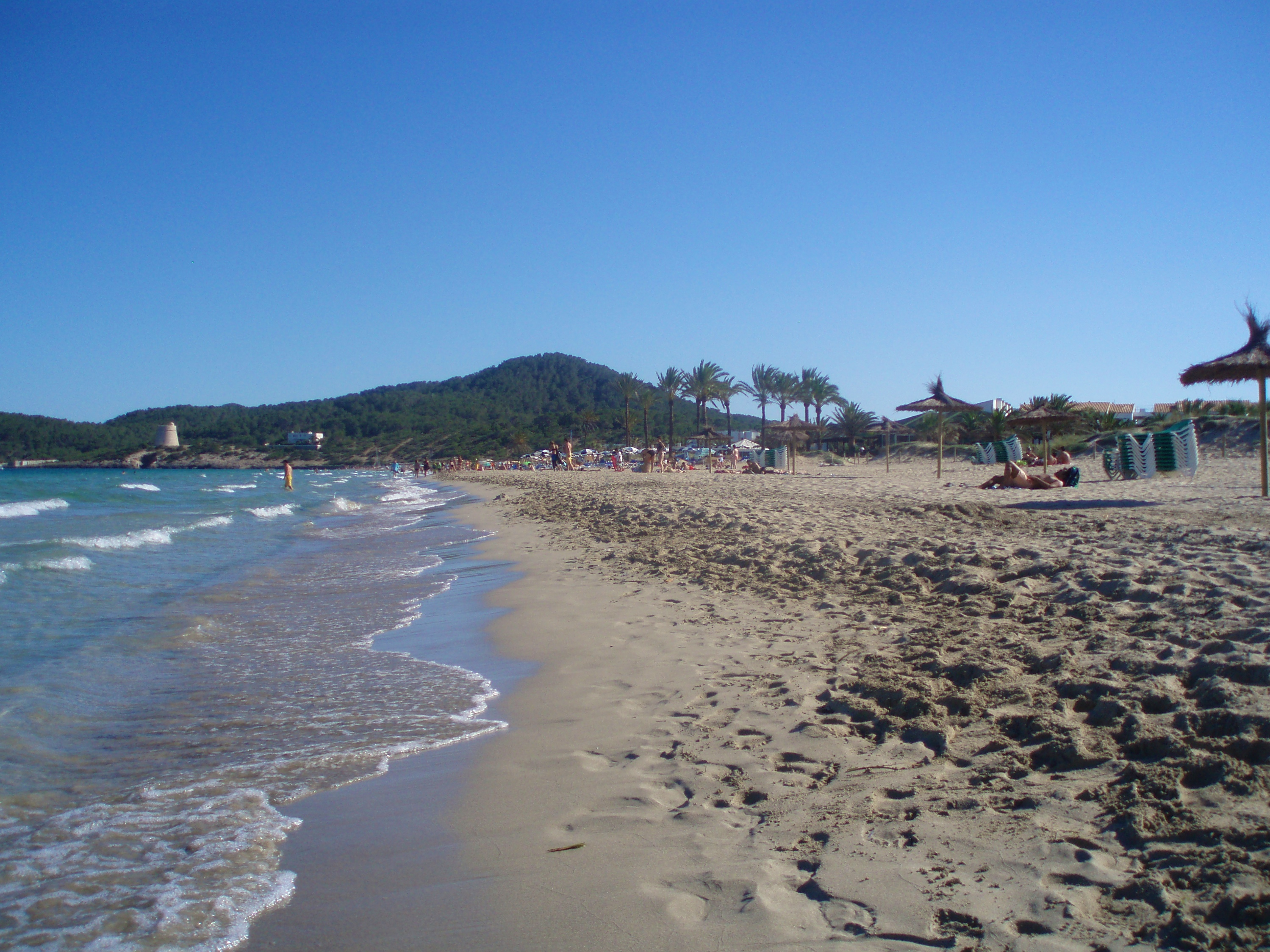
Platja d'en Bossa.